# 馬馬頓鎮區 (堪薩斯州艾倫縣)
馬馬頓鎮區（英語：Marmaton Township）是位於美國堪薩斯州艾倫縣的一個行政鎮區。

## 地方資料
馬馬頓鎮區的面積為144.60平方千米，當中陸地面積為143.90平方千米，而水域面積為0.70平方千米。根據2010年美國人口普查的數據，當地共有人口877人，而人口密度為每平方千米6.07人。

## 外部連結
- US-Counties.com
- City-Data.com （页面存档备份，存于）